# Syon Park House Estate

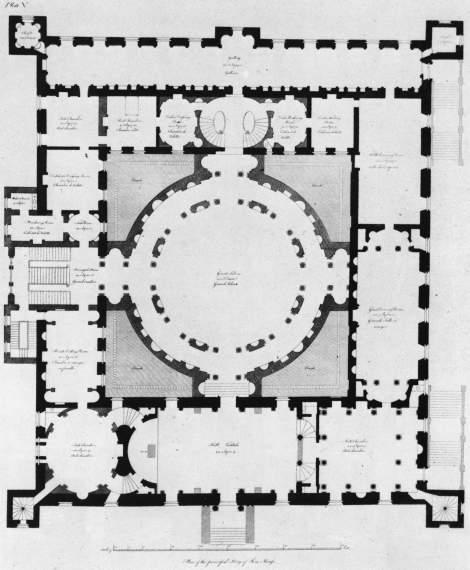
Le plan de Robert Adam pour la reconstruction de Syon Park House Estate. Cinq grandes pièces furent réellement construites. En partant du grand hall au fond et au centre, et en sens inverse des aiguilles d'une montre, il y a : le hall d'entrée ; l'antichambre ; la salle à manger ; le salon rouge ; la galerie. Les autres projets d'Adam, ainsi que la rotonde centrale, furent repoussés.

Syon Park House Estate avec son parc de 80 ha est situé au sud-ouest de Londres, dans le quartier de Hounslow, en Angleterre. Ce château est la propriété des comtes de Northumberland et reste aujourd'hui leur résidence londonienne, l'ancienne demeure familiale, Northumberland House, se trouvant au centre de la capitale britannique.

## Histoire
L'abbaye de Syon était à l'origine un cloître de l’ordre de Sainte-Brigitte, et tire son nom de la Montagne de Sion en Terre promise. L'une des plus grandes abbayes d'Angleterre, elle fut fondée par le roi Henry V en 1415, puis dissoute par Henry VIII en 1539. Pendant l'hiver 1541, Catherine Howard y est enfermée. En 1547, le cercueil d'Henry VIII y fut déposé une nuit avant l'inhumation au château de Windsor. Le cercueil éclata pendant la nuit et l'on retrouva au petit matin des chiens en train de lécher les restes du monarque : les contemporains y virent un jugement divin pour châtier la désacralisation de l'abbaye[réf. nécessaire].
Après la dispersion des moniales, la propriété échut au 1er duc de Somerset, Edward Seymour, Lord Protecteur du jeune Édouard VI. De 1547 à 1552, date de son exécution, le duc reconstruisit Syon Park House Estate dans le style de la Renaissance italienne, par-dessus les fondations de l'extrémité ouest de l'immense chapelle de l'abbaye. Les appartements furent aménagés autour d'un jardin carré, que l'on crut longtemps reprendre l'emplacement de l'ancien déambulatoire du cloître, bien que cela ne soit pas prouvé ; de récentes fouilles archéologiques démentent même cette hypothèse.
Syon fut ensuite attribué à un rival du duc, John Dudley, 1er comte de Warwick et duc de Northumberland. Le fils du duc, Lord Guilford Dudley, avait épousé Lady Jane Grey, l'arrière-petite fille du roi Henri VII, et c'est à Syon qu'elle fut couronnée. En 1594, Henri Percy, 9e comte de Northumberland, acquit Syon par la dot de Dorothy Devereux, et la famille Percy a toujours vécu à Syon House depuis.
En 1750, Hugh Smithson hérita des propriétés des Percy par sa femme Elizabeth Seymour. Il devint comte, puis en 1766, 1er duc de Northumberland. Les deux époux étaient décidés à laisser leur empreinte sur le parc de Syon, ce qu'ils firent en réaménageant de fond en comble le domaine.
Robert Adam obtint l'adjudication des travaux d'aménagement intérieur de Syon Park House Estate, et Capability Brown ceux d'aménagement paysager du parc. En 1761, Adam publia son programme pour la décoration intérieure, comprenant une suite de pièces en enfilade au premier étage, et une rotonde (architecture) donnant sur la grande cour. Par la même occasion, cinq grandes pièces des ailes ouest, sud et est du château, depuis la grande entrée jusqu'à la galerie furent réhabilitées dans le style néo-classique. Ainsi s'imposa en Angleterre le nom et l'œuvre d'Adam, et l'on dit à ce sujet que « c'est à Syon que le style d'Adam prit naissance ». Syon Park House Estate est célébré comme le premier chef-d'œuvre d'Adam en Angleterre et il est reconnu comme le manifeste de son emploi des couleurs en architecture.

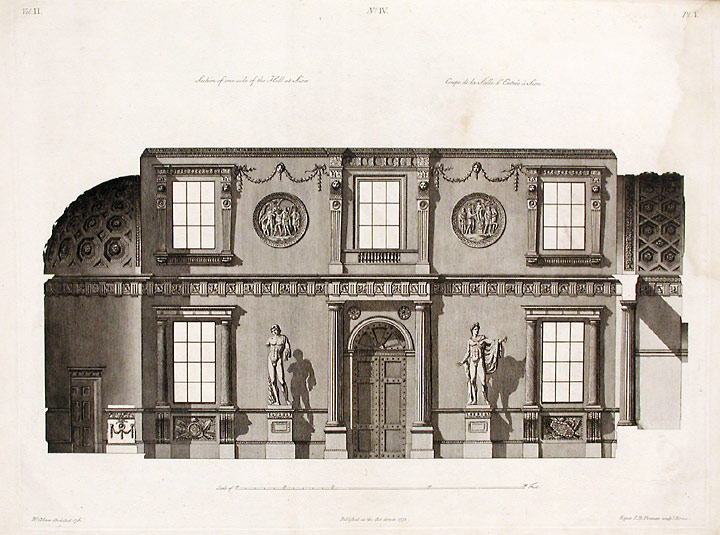
Projet pour le hall par Robert et James Adam.

## Architecture
Syon Park domine la Tamise, donnant sur l'autre rive vers Kew Gardens, devant les berges s'étend une prairie submergée deux fois par an par le fleuve. On y dénombre plus de 200 espèces d'arbres et arbustes rares. Bien que le parc et son lac aient été conçus en 1760 par Capability Brown, ils ont aujourd'hui un aspect typique du XIXe siècle. La maison mesure environ 36 mètres de large (120 pieds) et 40 mètres de long (130 pieds). Le principal matériel utilisé ici est la pierre de Bath. La fontaine circulaire comporte une copie du Mercure de Giambologna. La grande serre, imaginée par Charles Fowler (en) en 1828 et agrandie en 1830 fut la première construite entièrement en verre et en métal. Cette serre apparaît dans une séquence onirique du film Bhaji on the Beach (en) de Meera Syal (1993).

## Œuvres conservées à Syon Park House Estate
Le Portrait de Mrs Olivia (ou Olive) Porter (décédée en 1663), par Antoine van Dyck, (v. 1635, huile sur toile, 137 × 110 cm). Olivia Porter est l'épouse d'un ami proche et commanditaire de van Dyck, Sir Endymion Porter.
Copie en Bronze d'une "Gaule Mourante" par Giuseppe Valadier, originale grecque datant du IIIe siècle av. J.-C. par Epigonos de Pergame.
Copie en Bronze de "Silène portant Dionysos" par Giuseppe Valadier, originale provenant de l'école de Lysippe.
Copie en Bronze de "Antinoüs Belvédère" par Giuseppe Valadier, originale grecque.

## Dans les arts
En 2002, le poète anglais Geoffrey Hill publia un poème intitulé The Orchards of Syon, qui eut beaucoup de succès, et qui évoque l'histoire de la région avec un égard particulier aux vergers plantés dans le parc du château. Henry Percy 11e duc de Northumberland et chef de famille de 1988 à 1995, a fait planter de nombreux arbres dans le parc du château de Syon.
'Gosford Park, un film de Robert Altman (2001), a été filmé en partie à Syon Park House Estate.

## Quelques vues

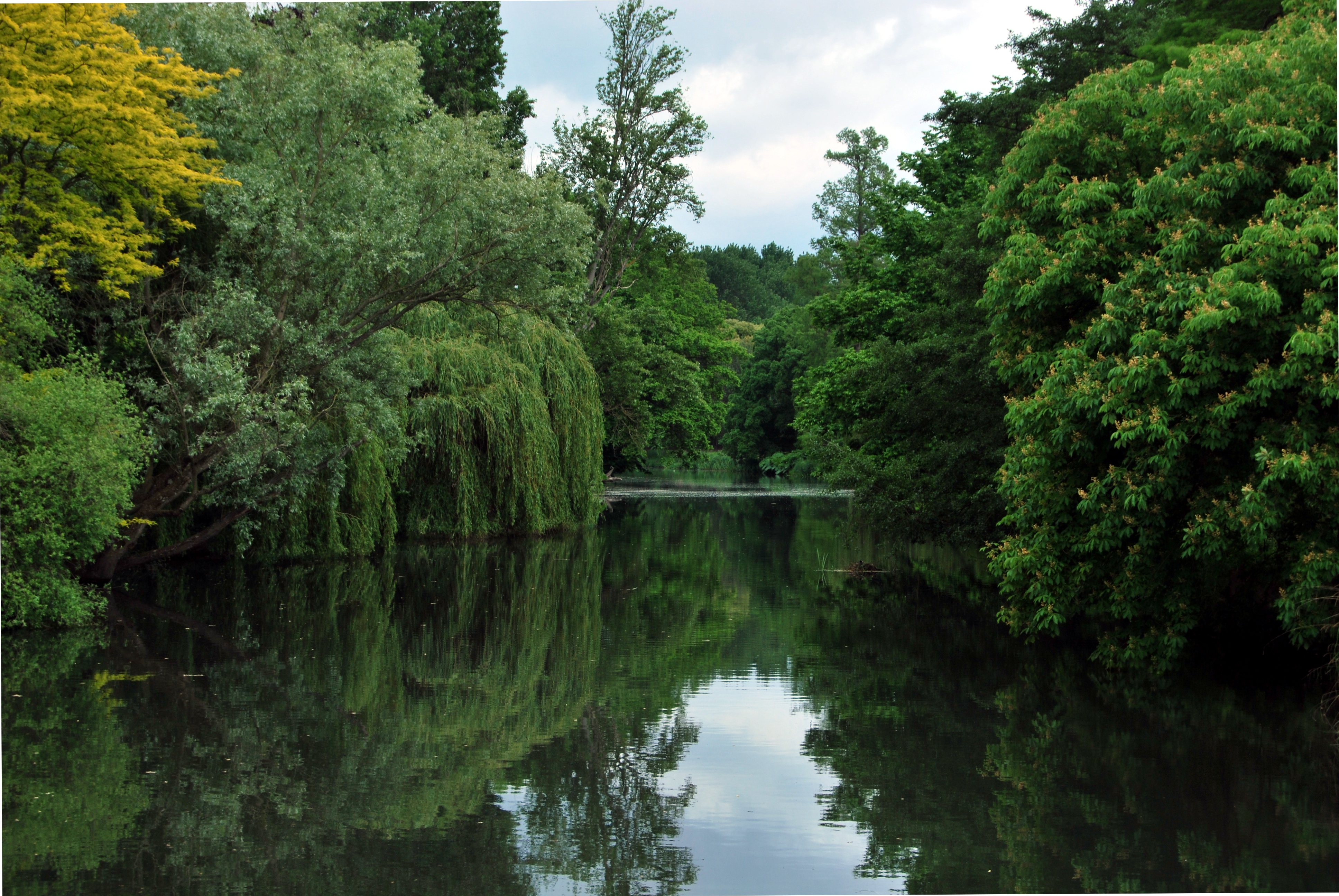
Lac
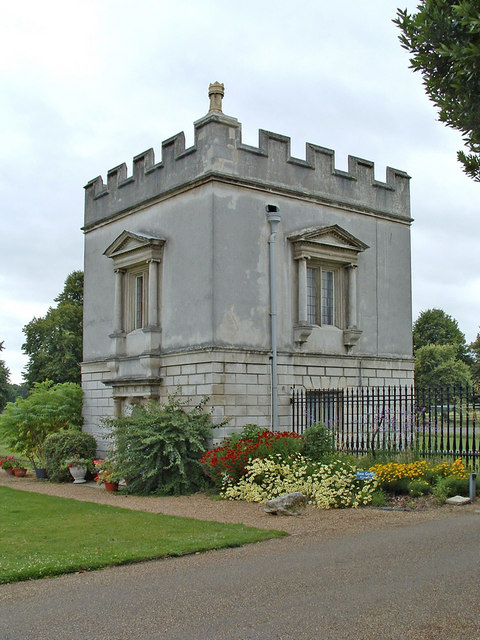
Gatehouse
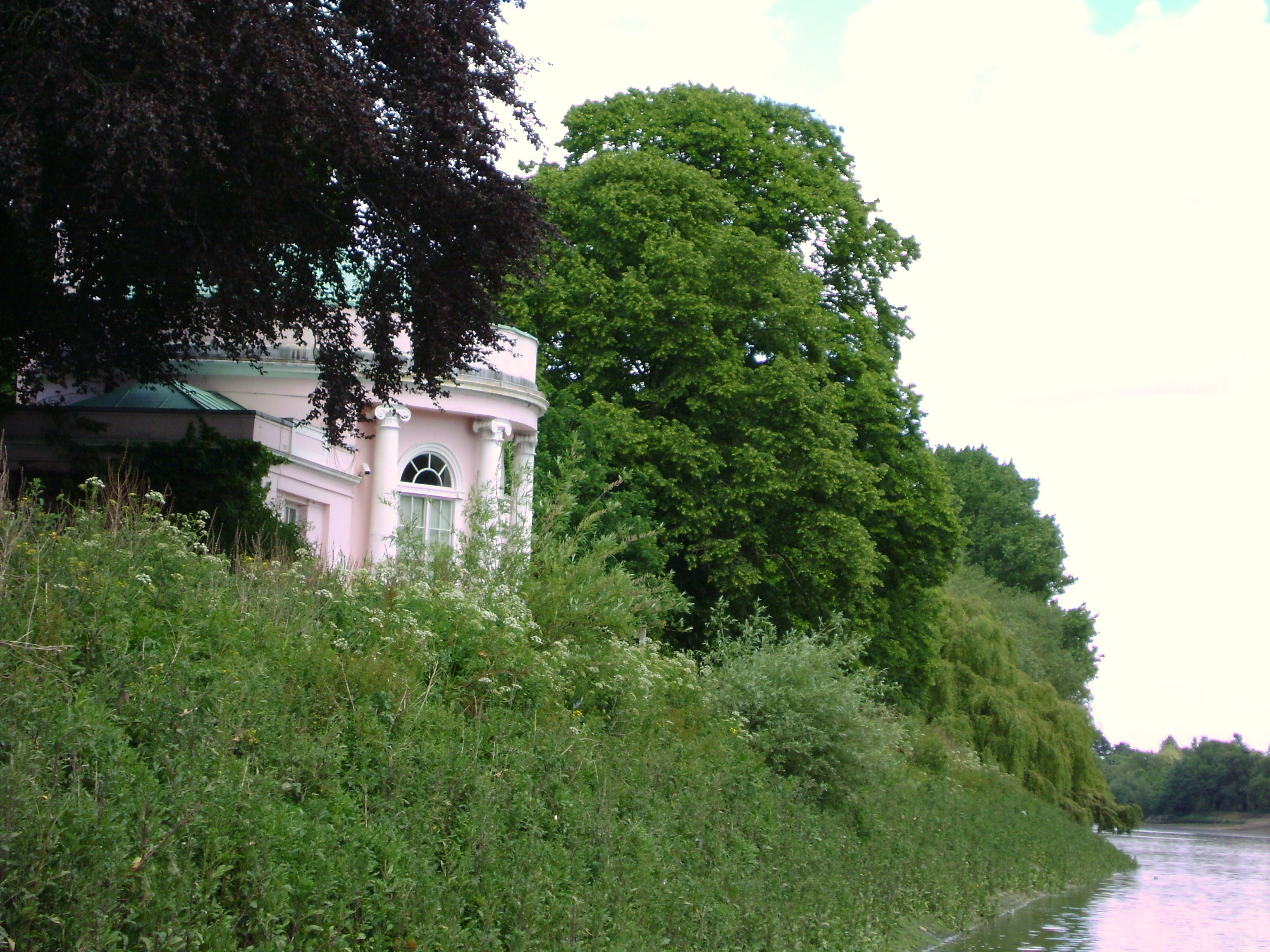
Le Pavillon face à la Tamise
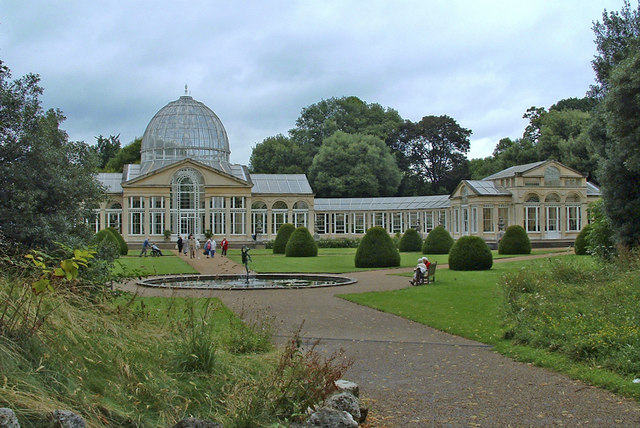
Le conservatoire de Syon Park
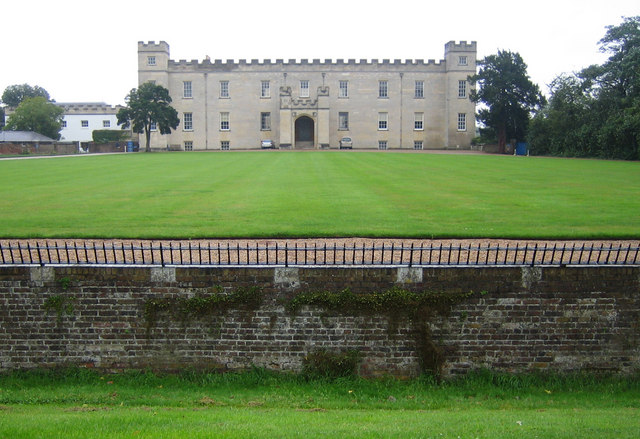
Syon House

## Sources
- (en) Cet article est partiellement ou en totalité issu de l’article de Wikipédia en anglais intitulé « Syon Park House Estate » (voir la liste des auteurs).